# Шахрак-э-Талекани
Шахрак-э-Талекани́ (перс. شهرك طالقاني‎) — город на юго-западе Ирана, в провинции Хузестан. Входит в состав шахрестана  Махшехр и является пригородом его одноимённого центра.
На 2006 год население составляло 25 808 человек.

## География
Город находится на юге Хузестана, в южной части Хузестанской равнины. 
Абсолютная высота — 6 метров над уровнем моря.
Шахрак-э-Талекани расположен на расстоянии приблизительно 90 километров к юго-востоку от Ахваза, административного центра провинции и на расстоянии 590 километров к юго-западу от Тегерана, столицы страны.